# Oenothera drummondii
Oenothera drummondii là một loài thực vật có hoa trong họ Anh thảo chiều. Loài này được Hook. mô tả khoa học đầu tiên năm 1834.

## Hình ảnh

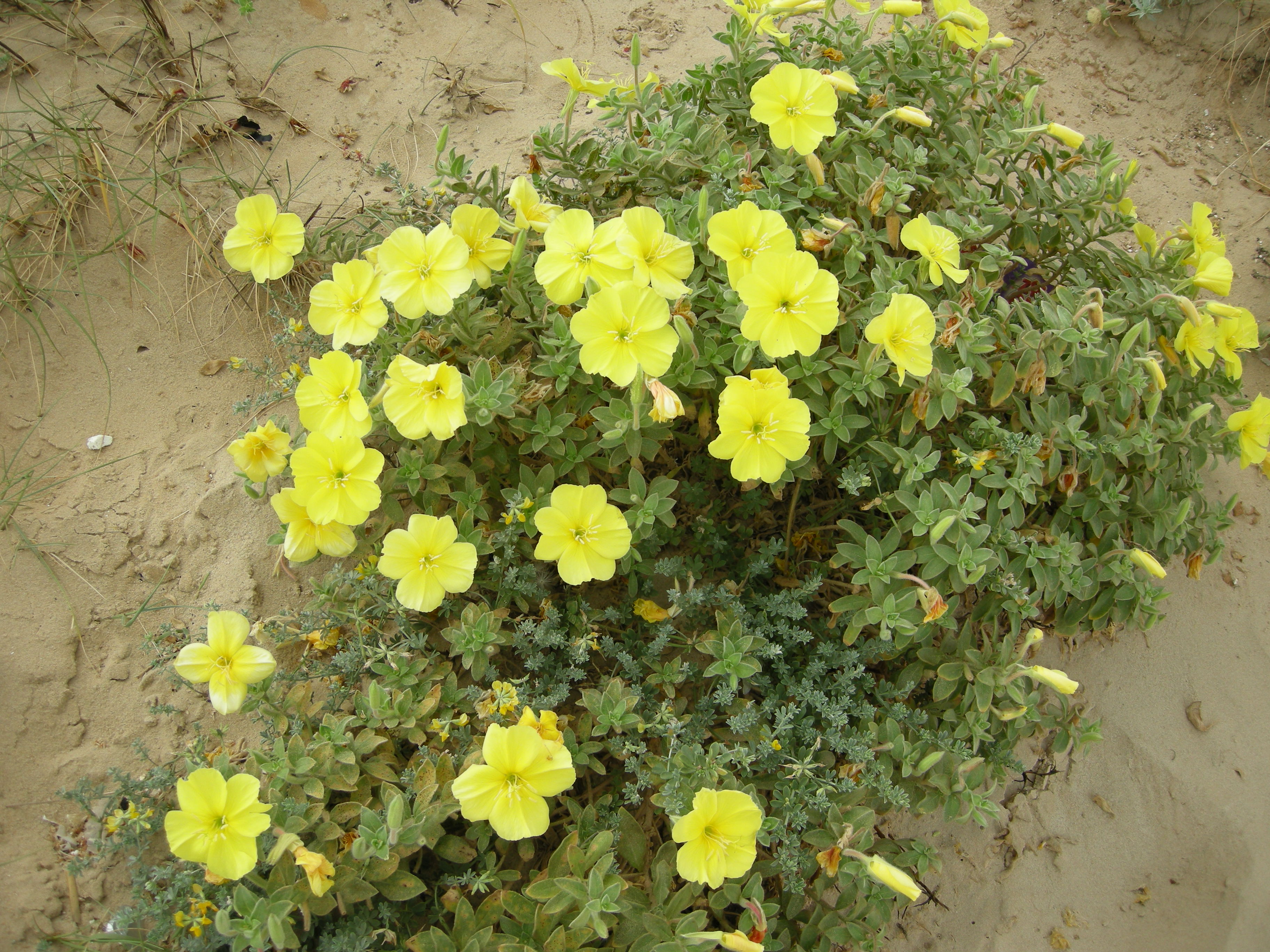